# Провінція Токаті
Провінція Токаті (яп. 十勝国 — токаті но куні, «країна Токаті») — історична провінція Японії на острові Хоккайдо, яка існувала з 1869 по 1882. Відповідає сучасній області Токаті префектури Хоккайдо.

## Повіти провінції Токаті
- Камікава 上川郡
- Касаі 河西郡
- Като 河東郡
- Накаґава 中川郡
- Тобуі 当縁郡
- Токаті 十勝郡
- Хіро'о 広尾郡